# هارون عيسى
هارون عيسى لاعب كرة قدم بوركيني ،.
لعب سابقاً مع نادي الوحدة ونادي الوطني لمدة موسمين و انتقل إلى نادي أحد عام 2018 و انتقل إلى نادي الطائي مطلع عام 2019 .

## روابط خارجية
- هارون عيسى على موقع قاعدة بيانات كرة القدم.إي يو (الإنجليزية)
- هارون عيسى على موقع Soccerway.com (الإنجليزية)